# L.M.L.
L.M.L. ヌ・ヴィルゴスによる2枚目の英語アルバムと5枚目のスタジオアルバムである。

## コンテンツ
アルバムのタイトルは、「L.M.L。」というタイトルのアルバムの曲に由来している。

## リリース
このアルバムは、2007年9月13日にロシアでリリースされ、2007年9月19日にアジアでリリースされた。アルバムは数か月にわたってチャートにヒットし、努力の成果を見せた。 リリース後の最初の数か月間、アルバムの発売会社であるMonolithに多くの儲けが入った。 曲の作者はコンスタンティン・メラゼである。

## トラックリスト
| #   | タイトル                            | 作詞 | 作曲・編曲 | 時間 |
| --- | ----------------------------------- | ---- | ---------- | ---- |
| 1.  | 「L.M.L.」                          |      |            | 4:09 |
| 2.  | 「Tell Me Lie」                     |      |            | 4:20 |
| 3.  | 「Thunderstorm」                    |      |            | 3:22 |
| 4.  | 「Diamonds」                        |      |            | 3:27 |
| 5.  | 「Take You Back (album version)」   |      |            | 4:00 |
| 6.  | 「HuMENology」                      |      |            | 3:45 |
| 7.  | 「No Joy & No Sorrow」              |      |            | 3:00 |
| 8.  | 「Director」                        |      |            | 3:58 |
| 9.  | 「My Beloved」                      |      |            | 3:23 |
| 10. | 「I don't want a man (feat. TNMK)」 |      |            | 3:43 |

## ボーカル
- オルガ・ロマノフスキー
- ナディヤ・メイヤー
- アルビナ・ディザナバエワ
- ヴェラ・ブレジネーヴァ